# William Hamilton (monteur)
Pour les articles homonymes, voir Hamilton et William Hamilton.

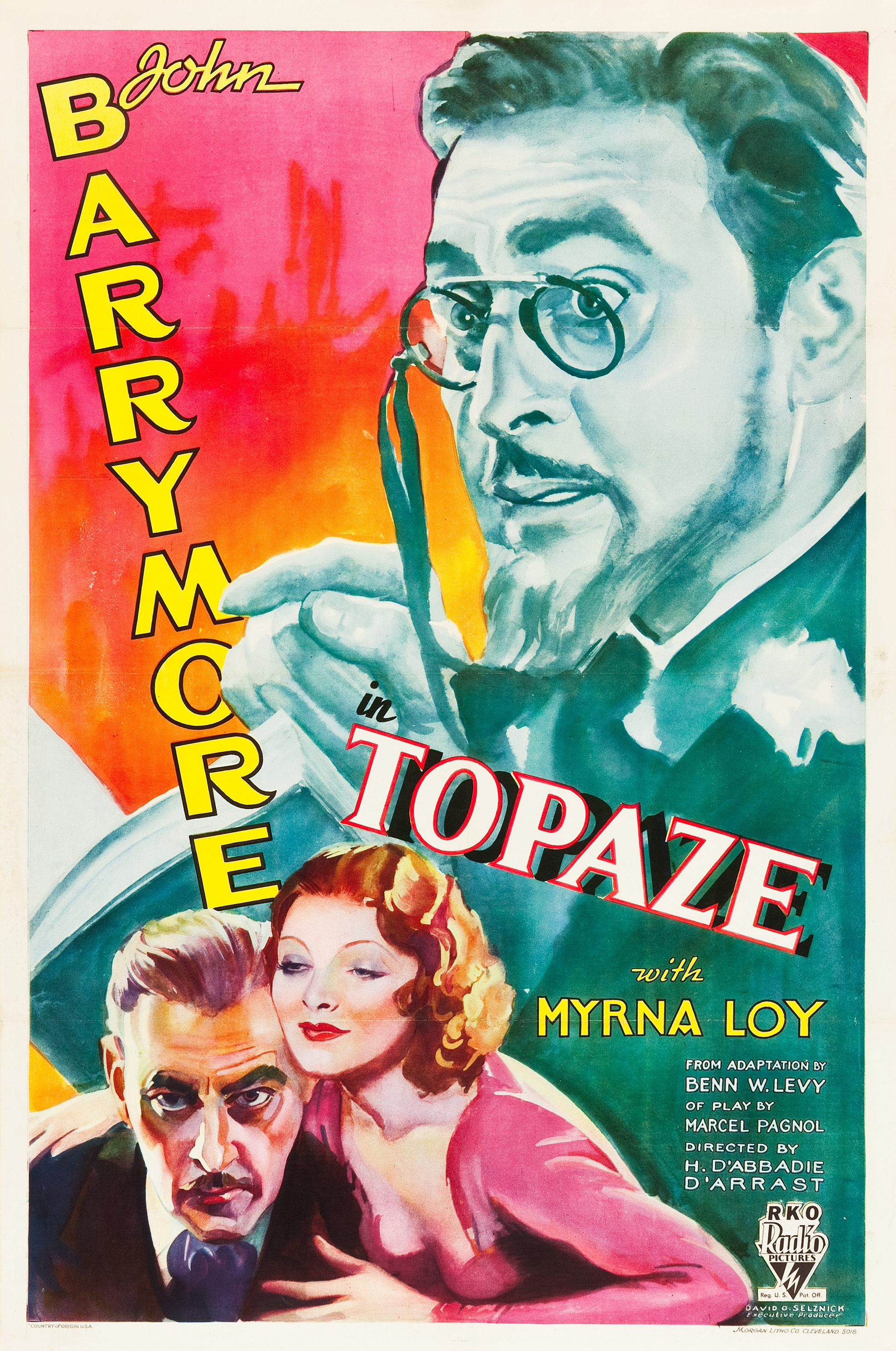
Topaze (1933)

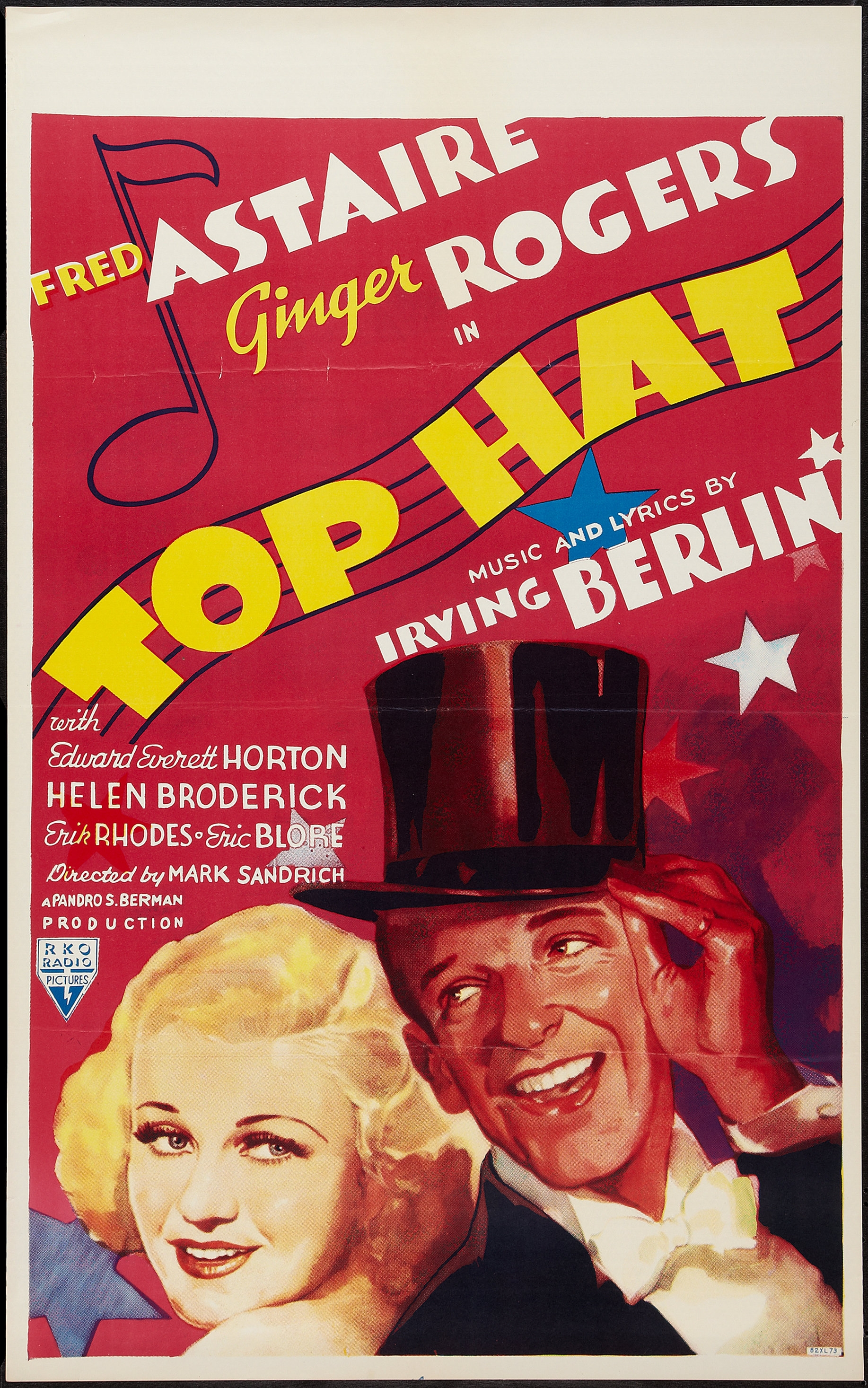
Le Danseur du dessus (1935)

William Hamilton, né le 11 novembre 1893 à Pittsburgh (Pennsylvanie) et mort le 3 août 1942 à Los Angeles (quartier de North Hollywood, Californie), est un monteur et réalisateur américain.

## Biographie
William Hamilton contribue comme monteur à soixante-cinq films américains, depuis Le Châle aux fleurs de sang de John S. Robertson (1923, avec Richard Barthelmess et Dorothy Gish) jusqu'à La Poupée brisée d'Irving Reis (avec Henry Fonda et Lucille Ball). Ce dernier film est projeté en avant-première à New York le 13 août 1942, dix jours après sa mort prématurée à 48 ans, des suites d'une crise cardiaque.
À partir de 1929, il travaille au sein de la RKO Pictures, y collaborant notamment à La Ruée vers l'Ouest de Wesley Ruggles (1931, avec Richard Dix et Irene Dunne), Quasimodo de William Dieterle (1939, avec Charles Laughton et Maureen O'Hara), Soupçons d'Alfred Hitchcock (1941, avec Cary Grant et Joan Fontaine), ainsi qu'à plusieurs films musicaux du couple Fred Astaire-Ginger Rogers (dont Le Danseur du dessus de Mark Sandrich en 1935).
Par ailleurs, William Hamilton contribue à cinq films comme réalisateur, dont Le Mystère de l'allée cavalière (en) (1936, avec James Gleason et Helen Broderick), coréalisé par Edward Killy.

## Filmographie

### Monteur (sélection)
- 1923 : Le Châle aux fleurs de sang (The Bright Shawl) de John S. Robertson
- 1924 : Classmates de John S. Robertson
- 1927 : Le Chevalier pirate (The Road to Romance) de John S. Robertson
- 1927 : Le Signal de feu (Annie Laurie) de John S. Robertson
- 1928 : Les Nouvelles Vierges (Our Dancing Daughters) de Harry Beaumont
- 1929 : Rio Rita de Luther Reed
- 1929 : The Lone Wolf's Daughter d'Albert S. Rogell
- 1931 : La Ruée vers l'Ouest (Cimarron) de Wesley Ruggles
- 1931 : Le Sphinx a parlé (Friends and Lovers) de Victor Schertzinger
- 1932 : Les Conquérants (The Conquerors) de William A. Wellman
- 1932 : 4 de l'aviation (The Lost Squadron) de George Archainbaud
- 1933 : Topaze de Harry d'Abbadie d'Arrast
- 1933 : Les Sacrifiés (After Tonight) de George Archainbaud
- 1933 : Gloire éphémère (Morning Glory) de Lowell Sherman
- 1933 : Sa femme (No Other Woman) de J. Walter Ruben
- 1934 : La Joyeuse Divorcée (The Gay Divorcee) de Mark Sandrich
- 1934 : Le Petit Ministre (The Little Minister) de Richard Wallace
- 1935 : Roberta de William A. Seiter
- 1935 : Cœurs brisés (Break of Hearts) de Philip Moeller
- 1935 : Le Danseur du dessus (Top Hat) de Mark Sandrich
- 1936 : Sous les ponts de New York (Winterset) d'Alfred Santell
- 1937 : L'Entreprenant Monsieur Petrov (Shall We Dance) de Mark Sandrich
- 1937 : Pension d'artistes (Stage Door) de Gregory La Cava
- 1938 : Vacances payées (Having Wonderful Time) d'Alfred Santell
- 1938 : Amanda (Carefree) de Mark Sandrich
- 1939 : La Grande Farandole (The Story of Vernon and Irene Castle) de H. C. Potter
- 1939 : L'Autre (In Name Only) de John Cromwell
- 1939 : La Fille de la Cinquième Avenue ou Un ange en tournée (Fifth Avenue Girl) de Gregory La Cava
- 1939 : Quasimodo (The Hunchback of Notre Dame) de William Dieterle
- 1940 : Le Lys du ruisseau (Primrose Path) de Gregory La Cava
- 1940 : Too Many Girls de George Abbott
- 1941 : Joies matrimoniales (Mr. and Mrs. Smith) d'Alfred Hitchcock
- 1941 : Soupçons (Suspicion) d'Alfred Hitchcock
- 1942 : La Poupée brisée (The Big Street) d'Irving Reis

### Réalisateur (intégrale)
- 1935 : L'Enfant de la forêt (Freckles) (coréalisé avec Edward Killy)
- 1935 : Seven Keys to Baldpate (coréalisé avec Edward Killy)
- 1936 : Le Mystère de l'allée cavalière (Murder on a Bridle Path) (coréalisé avec Edward Killy)
- 1936 : Bunker Bean (coréalisé avec Edward Killy)
- 1942 : À nous la marine (Call Out the Marines) (+ scénariste ; coréalisé avec Frank Ryan)